# Ricardo Rio
Ricardo Bruno Antunes Machado Rio (Braga, 1973) es un economista y dirigente político portugués y actualmente alcalde de Braga.